# 信息安全国家重点实验室
信息安全国家重点实验室筹建於1989年，由中国科学院主管，依托於中国科学院信息工程研究所（下简称“信工所”）。实验室的研究领域有：密码学、安全协议与体系、网络与系统安全以及信息对抗等。
实验室现址为北京市海淀区闵庄路甲89号京香广场。

## 历史沿革
信息安全国家重点实验室最初是於1989年在中国科学院数据与通信保护研究教育中心（下简称“DCS中心”）基础上筹建，而DCS中心前身是1980年以中国科学技术大学曾肯成教授为学术带头人的电子密钥研制小组（EKOS）。1985年，中国科学技术大学正式批准成立DCS中心。2007年7月，DCS中心成为事业单位独立法人。
实验室於1991年通过国家验收并正式对外开放，后於1999年进入中国科学院知识创新工程。
实验室2012年之前依托於中国科学院软件研究所（下简称“软件所”）和中国科学院研究生院（现为中国科学院大学，下简称“国科大”）两个单位，其中依托於国科大的部分称为中国科学院数据与通信保护研究教育中心，简称DCS中心，是信息安全国家重点实验室的创建者。依托於软件所的机构地址曾为中国北京市海淀区中关村南四街4号，依托於国科大的机构地址曾为中国北京市石景山区玉泉路19号甲。实验室的依托单位在2012年更改为信工所。
软件所可信计算与信息保障实验室（TCA）和国科大国家计算机网络入侵防范中心（NIPC）的人员在信息安全国家重点实验室迁入信工所以后均没有迁入信工所，因此相关人员也不再属於信息安全国家重点实验室。

## 历任领导
| 届别   | 任期      | 主任   | 副主任                         |
| 第一届 | 1989-1994 | 赵战生 | 董文彬、杨君辉                 |
| 第二届 | 1995-1997 | 赵战生 | 戴英侠、荆继武、杨君辉         |
| 第二届 | 1998-1999 | 冯克勤 | 赵战生（常务）、戴英侠、荆继武 |
| 第三届 | 2000-2007 | 冯登国 | 荆继武、林东岱                 |
| 第四届 | 2008-2012 | 冯登国 | 荆继武、林东岱、李宝           |
| 第四届 | 2013-2014 | -      | 林东岱（常务）、荆继武、李宝   |
| 第五届 | 2014-2018 | 林东岱 | 胡磊、薛锐、徐震、高能         |
| 第六届 | 2018-     | 孟丹   | 薛锐、侯锐、陈恺               |